# エディ・アイカウ

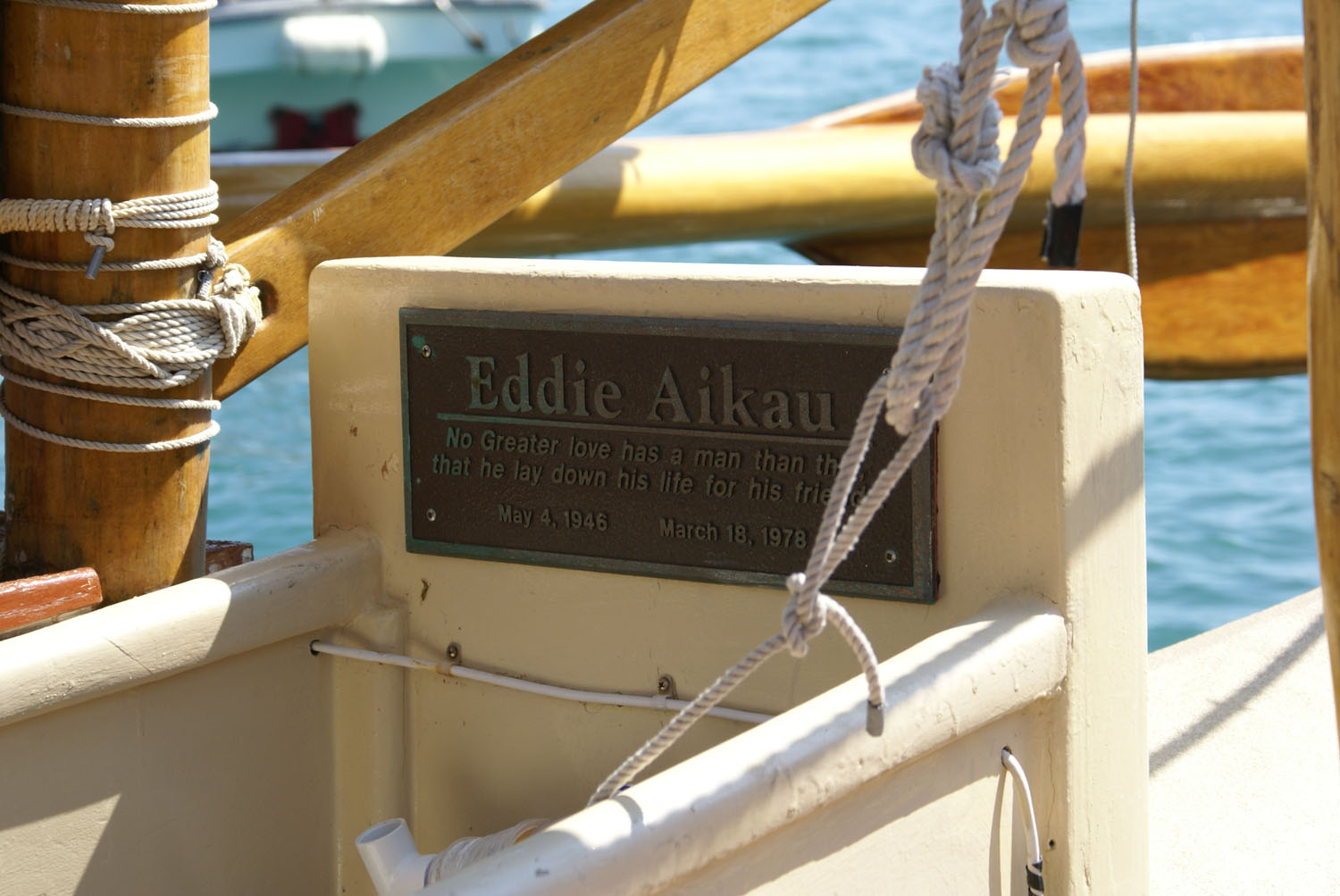
航海カヌー「ホクレア」に設置されたエディ・アイカウの記念プレート。ヨハネの福音書15章13節からの引用とともに。

エドワード・ライアン・アイカウ（Edward Ryan Aikau, 1946年5月4日 -1978年3月17日）は、ハワイマウイ島出身の伝説的なライフガード、サーファーである。彼の生き方を称えた「Eddie would go（エディなら行くぜ）」のフレーズでも有名である。

## 経歴
カメハメハ王朝の神官（カフナ。エディ・アイカウはカメハメハ1世の政治を支える、ヘヴァヘヴァという最高位のカフナである、カフナ・ヌイの血筋）の家系に生まれる。幼少時からサーフィンに熱中し、オアフ島のノースショアでビッグウェーヴ・サーフィンが流行すると、若くして超一流のビッグウェーヴ・サーファーの一角を占める。やがて、その能力を買われてホノルル郡当局から、ノースショアのライフガードにスカウトされ、幾多の人命を救って名声を得る。
サーフィン競技にも積極的に取り組み、デューク・カハナモクに次ぐ先住ハワイ人系プロサーファーの先駆けとなる。1977年、デューク・カハナモク・インヴィテーショナル・サーフィン・チャンピオンシップス（通称「The DUKE」）優勝。
1978年、航海カヌー「ホクレア」に乗り込みタヒチまでの航海に参加するが、船はモロカイ海峡で遭難。サーフボードに乗って救援を要請しに荒れ狂う海に漕ぎ出し、消息を絶つ。彼の英雄的な行動と悲劇的な最期はハワイ社会において伝説となり、死後、先住ハワイ人の英雄となる。
1986年より、彼の功績を称えたビッグウェーヴ・サーフィンの大会「クイックシルバー・イン・メモリー・オブ・エディ・アイカウ（通称「The EDDIE」）」が不定期で開催されている。不定期というのは、彼がこよなく愛したノースショアのワイメア・ベイに25フィート以上の大波が入らなければこの大会は開催されないからで、これまでにわずか6回しか行われていない。
彼の生き方を称えたフレーズは「Eddie would go（エディなら行くぜ）」で、ハワイでは広く知られている。また、音楽家としても名声を博していた。実弟のクライド・アイカウClyde Aikauも超一流のプロ・サーファーで、「The Duke」、「The Eddie」に勝っている。